# Ricardo Diego Alduvín Lozano
Ricardo Diego Alduvín Lozano (* 12. November 1883 in Comayagüela Tegucigalpa; † 10. Mai 1961 in Masaya (Stadt)) war ein honduranischer Diplomat.

## Leben
War das zweite von drei Kindern von Trinidad Lozano und Francisco Alduvín.
1915 heiratete er in Masaya (Stadt), Manuela Abaunza Deutsch ihre Kinder sind Ricardo, Esperanza und María.
Von 1897 bis 1899 besuchte er Schulen in Honduras.
Von 1900 bis 1904 studierte er Medizin in San Salvador, Guatemala-Stadt, und Tegucigalpa.
Von 1905 bis 1911 studierte er Medizin an der Nationalen Autonomen Universität von Mexiko,
Von 1915 bis 1917 studierte er in Paris Anatomo-pathologie und Augenheilkunde.
Von 1928 bis 1929 war er außerordentlicher Gesandter und Ministre plénipotentiaire in Managua.
Von 1928 bis 1929 war er außerordentlicher Gesandter und Ministre plénipotentiaire in Mexiko-Stadt.
Von 1929 bis 1935 hatte er am Lehrstuhl für Medizin eine Professur und war Dekan der Universidad Nacional Autónoma de Honduras.
1935 wurde er von der Regierung Tiburcio Carías Andino nach Mexiko ausgewiesen.
Er praktizierte in Masaya (Stadt) und Tegucigalpa.

## Veröffentlichungen
- Hagamos patria, Nicaragua, 1919
- Lo que el médico no debe hacer, Guatemala, 1927
- La caída del viejo Imperio Maya[2]

| Vorgänger              | Amt                                                                                               | Nachfolger          |
| ---------------------- | ------------------------------------------------------------------------------------------------- | ------------------- |
| —                      | honduranischer außerordentlicher Gesandter und Ministre plénipotentiaire in Managua 1928 bis 1929 | Julián López Pineda |
| Luciano Milla Cisneros | außerordentlicher Gesandter und Ministre plénipotentiaire in Mexiko-Stadt 1929 bis 1930           | Jesús B. Castro     |